# Ahalnica Mała
Ahalnica Mała – dawna wieś. Tereny na których leżała znajdują się obecnie na Białorusi, w obwodzie witebskim, w rejonie postawskim, w sielsowiecie Kuropole.

## Historia
W czasach zaborów w gminie Postawy, powiatu dzisieńskim, w guberni wileńskiej Imperium Rosyjskiego.
W dwudziestoleciu międzywojennym wieś leżała w Polsce, w województwie wileńskim, w powiecie duniłowickim, od 1926 w powiecie dziśnieńskim, w gminie Postawy, a następnie w gminie Woropajewo.
Według Powszechnego Spisu Ludności z 1921 roku zamieszkiwały tu 94 osoby, wszystkie były wyznania prawosławnego i zadeklarowały białoruską przynależność narodową. Było tu 19 budynków mieszkalnych. W 1931 w 18 domach zamieszkiwało 97 osób.
Wierni należeli do parafii rzymskokatolickiej w Drozdowszczyźnie i prawosławnej w Rymkach. Miejscowość podlegała pod Sąd Grodzki w Postawach i Okręgowy w Wilnie; właściwy urząd pocztowy mieścił się w m. Połowo a najbliższy telefon w Woropajewie.